# Vince Taylor
Vince Taylor (Londen, 14 juli 1939 - Lutry (Zwitserland), 28 augustus 1991) was een Engels rock-'n-roll zanger. Zijn echte naam was Brian Maurice Holden.

## Biografie
In 1946 vertrok het gezin Holden naar de Verenigde Staten waar ze zich in New Jersey vestigden. Holden senior was daar werkzaam als mijnwerker. Brians zus trouwde er met de bekende Joe Barbera, de man die later met compagnon William Hanna fortuin zou maken met hun tekenfilmimperium.
Rond zijn 18de verjaardag woonde Brian in Hollywood en zwager Joe Barbera trad op als zijn manager. Bij een bezoek aan Londen kwam Barbera in contact met Rock-'n-Rollmuziek en bezocht hij de befaamde Two I's club waar mensen als de inmiddels bejubelde Tommy Steele optraden. Brian, geïnspireerd door het succes van Elvis Presley, vertrok naar Londen en besloot zijn geluk als zanger eens te gaan beproeven. Hij formeerde er zijn groep The Playboys waarin Tex Makins, Joe Moretti en Tony Meehan speelden. (laatstgenoemde werd later bekend als drummer van The Shadows van Cliff Richard). Ook speelde in het begin Tony Sheridan mee, de man die in Duitsland een hitje had met het nummer My Bonnie. Zijn begeleidingsband, toen nog op platenhoezen aangegeven als The Beat Brothers, werd later omgedoopt tot The Beatles.

### Doorbraak

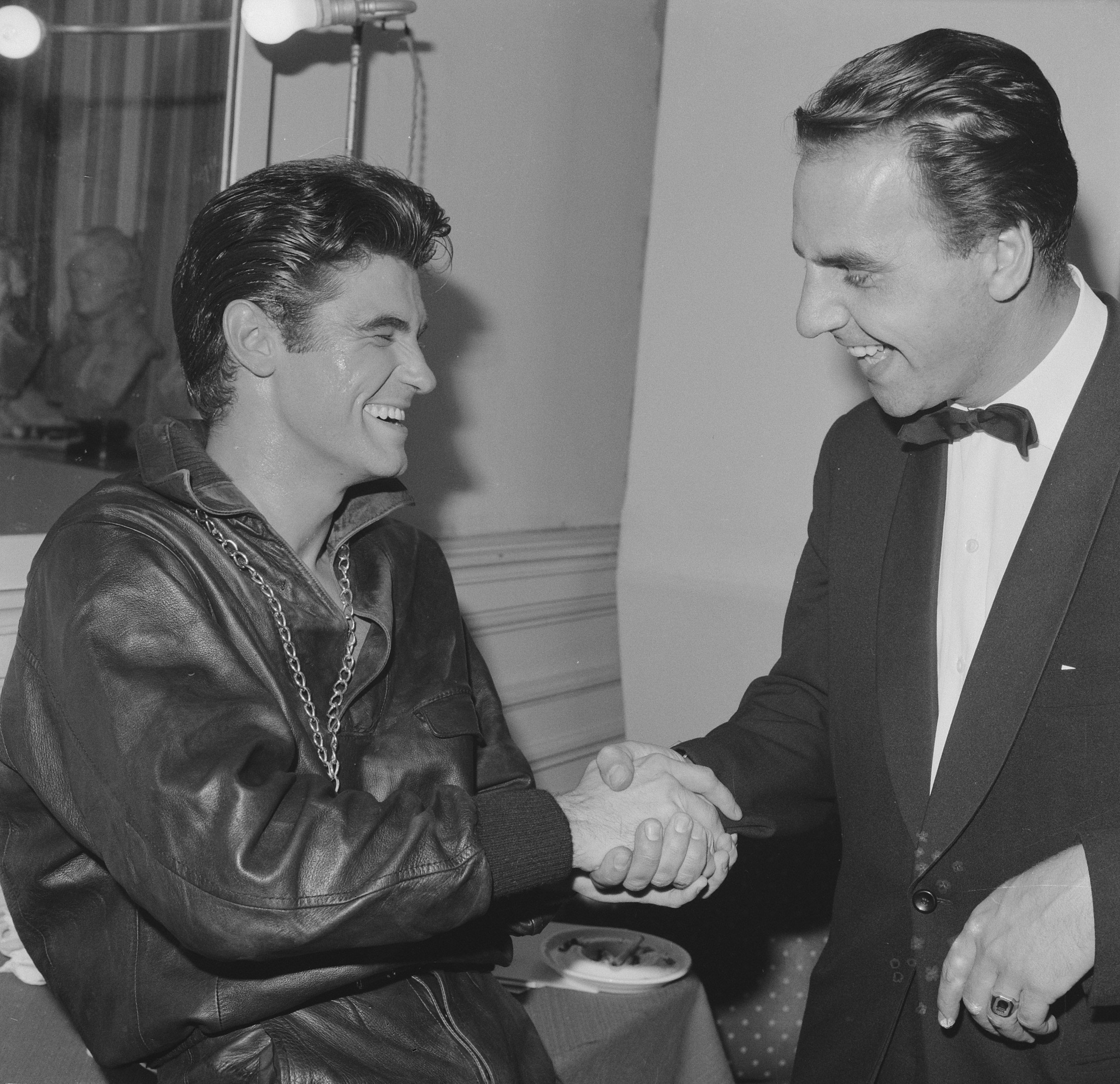
Vince Taylor & Willem Duys (Grand Gala du Disque Populaire 1962)

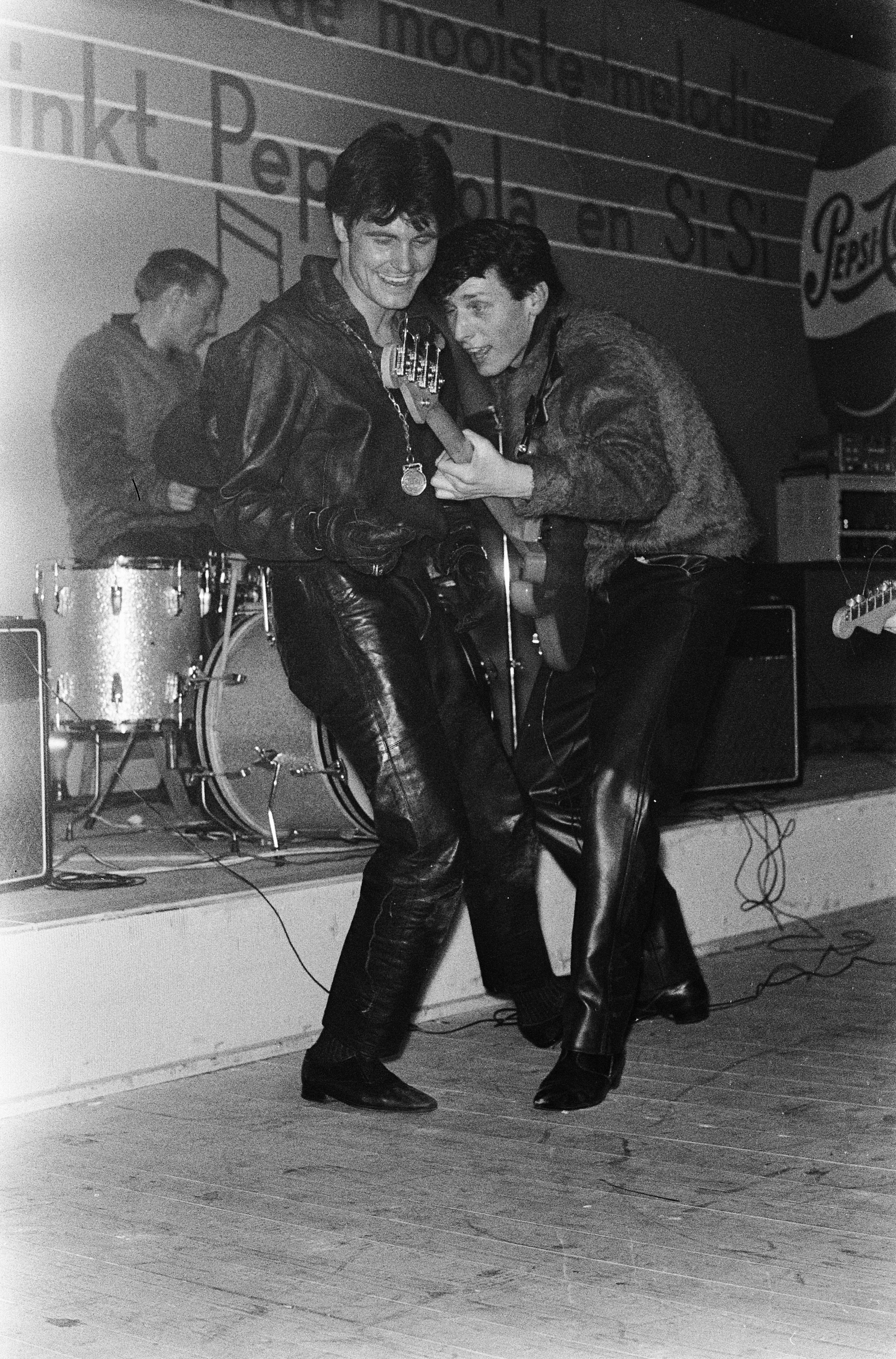
Vince Taylor & The Playboys (Blokker, 1963)

In 1958 verscheen de eerste plaat van Vince Taylor (een naam die beter klonk dan Brian Holden) en the Playboys getiteld I like love / Right behind you baby bij Parlophone/Odeon in Londen. Een tweede single verscheen een jaar later en bevat Brand New Cadillac, een eigen nummer van Vince dat inmiddels behoort tot de klassiekers uit de rock-'n-rollgeschiedenis.
Vince trad met zijn band op in de zeer populaire televisieprogramma's Saturdayclub en The Oh Boyshow. Het publiek was verbaasd en verbijsterd want zo'n wilde show met zulke ruige nummers was in die tijd ongekend. Maatschappij Parlophone verbrak door het matige succes het platencontract en Vince Taylor nam bij Palette Records wederom een wild nummer op Jet Black Machine. Inmiddels droeg hij een zwart leren pak en een ketting met medaillon en trad hij op in Frankrijk waar hij de aandacht trok van platenbaas Eddie Barclay, die hem voor zes jaar contracteerde, na het winnen van een rock-'n-rollfestival in Juan-les-Pins. Er volgden legendarische concerten in l'Olympia in Parijs.
In 1961 was Vince Taylor in Frankrijk beroemder dan Elvis Presley. Zo'n 5000 fans waren aanwezig op 18 november 1961 in het Palais des Sports en een paar honderd richtten er een ware ravage aan tijdens zijn optreden. Maar het bezorgde de groep internationale publiciteit.
The Playboys bestonden toen uit Johnny Vance op bas, Tony Harvey op gitaar (soms afgewisseld met Bob Steel), Alain Claire op piano en Bobby Woodman op drums. Ze reisden door Frankrijk, Italië, Spanje, België (o.a. Mechelen) en deden ook Nederland aan waar ze onder andere in Blokker optreden. In de groep gistte het en niemand was verbaasd dat The Playboys het voor gezien hielden want Vince was een merkwaardig mens die last had van wisselende stemmingen.
Vince Taylor stond model voor Ziggy Stardust, een alter ego van David Bowie, en inspireerde andere rockzangers als Elvis Presley en Gene Vincent om ook maar eens in een zwart leren pak het toneel te beklimmen. Hij had een verhouding met Brigitte Bardot en werd beschouwd als de mooiste rockzanger uit die tijd.
Op 23 mei 1965 sloeg Taylor bij een concert alles kort en klein op het toneel, en inspireerde The Who die dit later veelvuldig nadeden. Drank, drugs en het wilde leven gingen hun tol eisen. Een paar jaar eerder gingen The Playboys uiteen en de carrière van Vince zat in het slop.

### Het einde
Er volgde een leven vol tragische gebeurtenissen aan de rand van de zelfkant. In 1980 zorgden fans voor een comeback. Big Beatrecords liet hem een dubbel LP opnemen en in 1983 trad hij zelfs in het huwelijk met Nathalie Minster. Zijn leven leek weer een beetje gestructureerd maar dat was maar voor korte duur. Op 28 augustus 1991 overleed Vince Taylor aan kanker in het Zwitserse Lutry.